# Ваља Хранеј (Салаж)
Ваља Хранеј (рум. Valea Hranei) насеље је у Румунији у округу Салаж у општини Залха. Oпштина се налази на надморској висини од 391 m.

## Становништво
Према подацима из 2002. године у насељу је живело 134 становника, од којих су сви румунске националности.